# Čínské jméno
Čínské jméno (čínsky v českém přepisu sing-ming, pchin-jinem xìngmíng, znaky 姓名) osob má zpravidla dvě části, většinou jednoslabičné příjmení stojí na prvním místě, následuje většinou dvouslabičné osobní jméno.

## Příjmení
Většina čínských příjmení (čínsky v českém přepisu sing, pchin-jinem xìng, znaky 姓) je jednoslabičná a zapisuje se jedním znakem. Vdané ženy nepřejímají příjmení manžela, ale ponechávají si své příjmení. Děti přejímají příjmení otce.
Přestože je užíváno na čtyři tisíce čínských příjmení, 85 % z 1,3 miliardy Číňanů nosí pouze stovku příjmení, tři nejčastější – Wang (王), Li (李) a Čang (张) má přes 20 % populace.

## Osobní jméno
Osobní jméno (čínsky v českém přepisu ming, pchin-jinem míng, znaky 名) je obvykle dvouslabičné – dvě slabiky má 80 % osobních jmen, méně často jednoslabičné.
Převaha dvouslabičných jmen se datuje od mingské éry. V říši západní Chan bylo 70 % jmen jednoslabičných a toto procento vzrostlo na 98, když Wang Mang z dynastie Sin dvouslabičná jména zakázal. Návrat k víceslabičným jménům nastal až ve 4. století, pod vlivem kultury kočovných národů ze severu. Obyvatelé říší Tchang a Sung preferovali dvouslabičná jména, ale za pěti dynastií a v říši Liao i Jüan získala oblibu jména jednoslabičná. Až od nástupu čínské říše Ming dominují jména dvouslabičná. U dvouslabičných jmen vznikl zvyk mít jeden znak společný pro všechny členy (zpravidla syny) rodiny stejné generace a druhý individuální.

## Přezdívky
Jako v jiných kulturách, i Číňané mohou mít různé přezdívky (čínsky v českém přepisu čchuo-chao, pchin-jinem chuòhào, znaky zjednodušené 绰号, tradiční 綽號; čínsky v českém přepisu waj-chao, pchin-jinem wàihào, znaky 外号).

## Historická jména

### Dětské jméno
Dětské jméno (čínsky v českém přepisu siao-ming, pchin-jinem xiǎomíng, znaky 小名) nebo mléčné jméno (čínsky v českém přepisu žu-ming, pchin-jinem rǔmíng, znaky 乳名) bylo tradičně dáváno dětem ve třech měsících (resp. sto dnech) života současně s osobním jménem, používáno bylo pouze v dětství.

### Studijní jméno
V rodinách vzdělanců dostával při zahájení studií žák studijní jméno (čínsky v českém přepisu süe-ming, pchin-jinem xuémíng, znaky zjednodušené 学名, tradiční 學名), vybíral ho učitel po dohodě s otcem, souviselo se zájmy a zaměřením žáka.

### Zdvořilostní jméno
S dosažením dospělosti – u mužů kolem 20 let, u žen 15 (věk na vdávání) – dostávali členové rodin vzdělanců společenské/zdvořilostní jméno (čínsky v českém přepisu c’, pchin-jinem zì, znaky 字), vybírané otcem či učitelem. Oslovovat dospělého muže jeho osobním jménem bylo totiž přiměřené pouze od osob starších, u vrstevníků to bylo neuctivé. Tradice používání těchto jmen zanikla po roce 1919.

### Pseudonym
Pseudonym (čínsky v českém přepisu chao, pchin-jinem hào, znaky zjednodušené 号, tradiční 號), zpravidla víceslabičný, byla alternativa společenského jména, kterou si vybíral vzdělanec podle svých zájmů, mohl ji měnit se změnou svých poměrů.

### Posmrtné jméno
Posmrtné jméno (čínsky v českém přepisu š’-chao, znaky zjednodušené 谥号, tradiční 諡號, 謚號) bylo čestné jméno udělované panovníkům a jako vyznamenání i zasloužilým osobnostem, aristokratům, úředníkům a generálům.

### Chrámové jméno
Chrámové jméno (čínsky v českém přepisu miao-chao, znaky zjednodušené 庙号, tradiční 廟號) bylo čestné jméno udělované po smrti panovníkům. Bylo používáno při ceremoniálech uctívání předků.